# Dębiny (przystanek kolejowy)
Dębiny – zamknięte i zlikwidowane w 1955 roku: przystanek osobowy, a dawniej stacja kolejowa koło leśniczówki Dębówek, w gminie Węgliniec, w powiecie zgorzeleckim, w województwie dolnośląskim, w Polsce. Zostały otwarte w grudniu 1896 roku przez LE.